# Remington Model 95
A Remington Model 95, é uma derringer de dois canos sobrepostos, fabricada pela Remington desde 1866 para o cartucho de fogo circular calibre .41 Short.

## Visão geral
O design da Remington Model 95 pouco mudou durante o período de produção de quase 70 anos, apesar de várias reorganizações financeiras do fabricante, causando sequências repetidas de números de série. As armas eram oferecidas com gravação ou acabamento azulado ou niquelado com talas de empunhadura de metal, nogueira, jacarandá, borracha dura, marfim ou madrepérola.

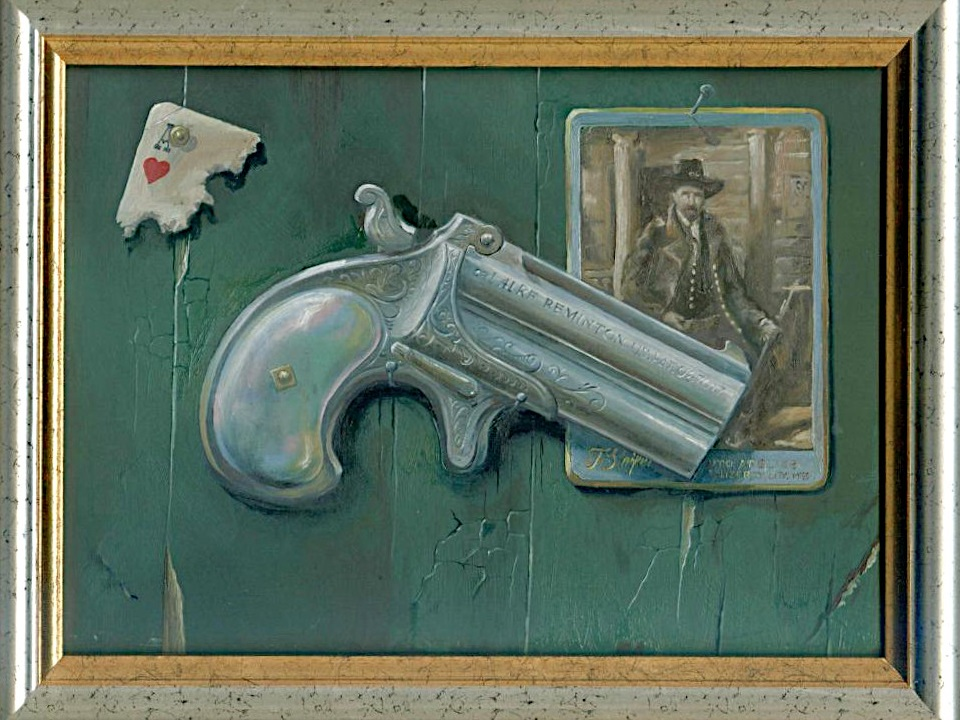
Um Remington Model 95 clássico.

## Projeto e produção
O primeiro lote de produção não tinha extratores e tinha "E. REMINGTON & SONS, ILION, N.Y." estampado no lado direito do cano e "ELLIOT'S PATENT DEC. 12, 1865" no lado esquerdo, referindo-se à patente americana 51.440 do inventor de armas de fogo William H. Elliot, "Melhoria em armas de fogo de muitos canos", que descreve as principais características do projeto original em alguns detalhes). Essas inscrições foram trocadas de lado quando os extratores foram adicionados em 1869. Em 1880, a inscrição foi alterada para "E. REMINGTON & SONS, ILION, N.Y. ELLIOT'S PATENT DEC. 12th 1865" e colocada acima da junção dos dois canos. A inscrição mudou para "REMINGTON ARMS CO. ILION N.Y." em 1888 e novamente para "REMINGTON ARMS U.M.C. CO. ILION, N.Y." em 1910.

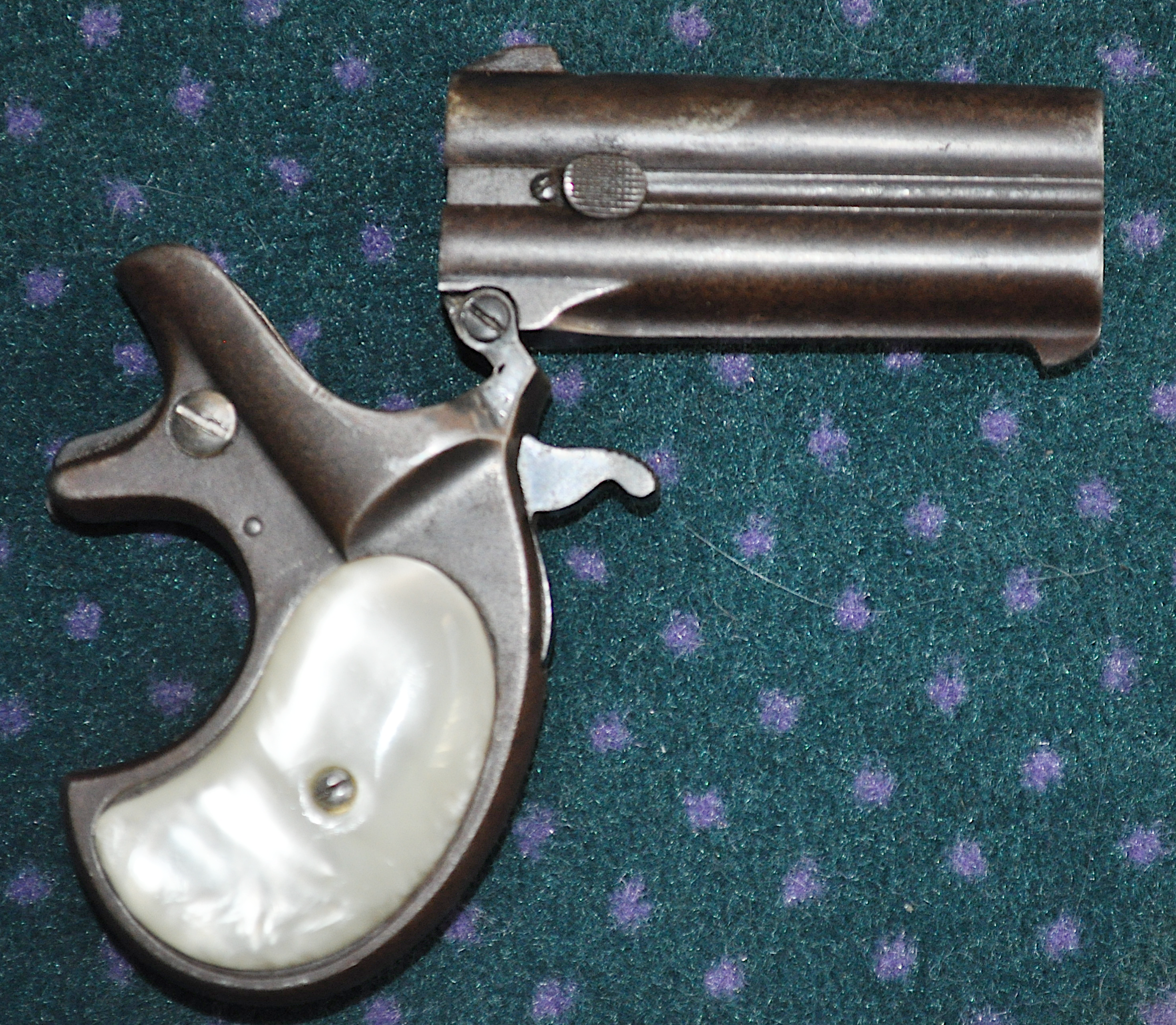
Um Remington Model 95 aberto.

A Remington fabricou mais de 150.000 deringers de canos duplos sobrepostos de 1866 até o final de sua produção em 1935. A arma foi feita apenas para o cartucho .41 Short de fogo circular. Existem quatro modelos com diversas variações. O primeiro modelo, na primeira variação são apenas os primeiros 100 fabricados e foram marcados como "MANUFACTURED BY E. REMINGTON & SONS" em um dos lados da junção dos canos e "ELLIOTS PATENT DEC 12 1865" no outro, e são muito raros. A segunda variação foi marcada da mesma forma, mas sem o "MANUFACTURED BY". A terceira variação tem um extrator no lado esquerdo e é apelidada de "extractor cut". A quarta variação é marcada com "REMINGTONS ILLION NY" e também é muito rara.
O segundo modelo está marcado na parte superior da junção dos canos em duas linhas, "E REMINGTON & SONS ILION NY" e "ELLIOTS PATENT DEC 12 1865". Não existem variações desse modelo.

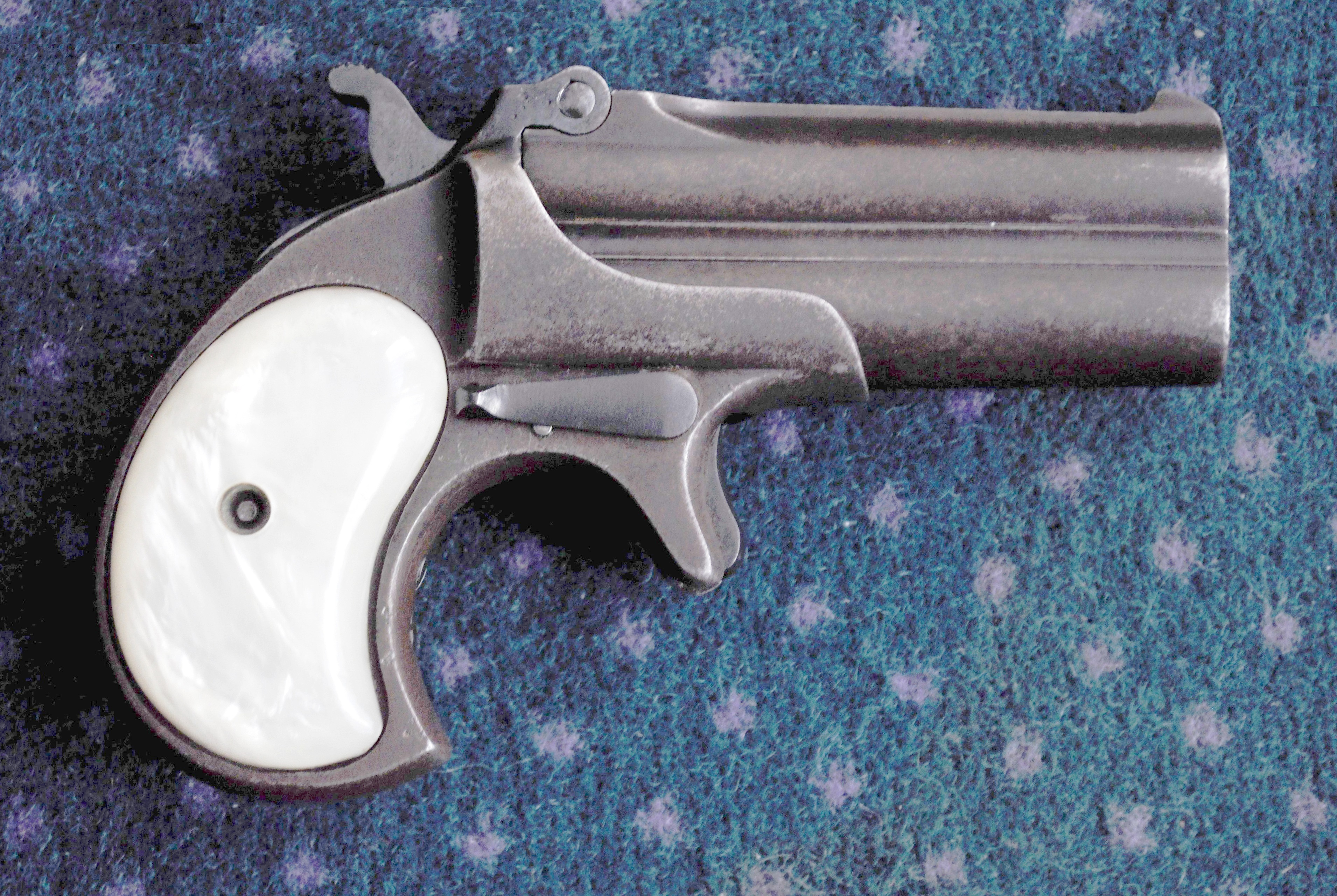
Um Remington Model 95 pronto para uso.

Em 1888, a Remington faliu e foi comprada pela Hartley e Graham, de Nova York. O nome da empresa foi mudado para Remington Arms Co. e, a partir de 1889, todas as armas Remington foram marcadas com esse nome. O terceiro modelo foi feito em 6 variações, todas marcadas, "REMINGTON ARMS CO, ILION NY". Na parte superior da junção dos canos. As variações são determinadas pelo estilo da fonte das letras estampadas. A primeira variação do terceiro modelo foi serializada, mas todas as outras variações foram marcados em lotes, não com números de série.
Após a fusão entre Remington e a UMC Cartridge Co. em 1910, no início de 1911, o quarto modelo foi marcado como "REMINGTON-U.M.C.CO.ILION,N.Y." e foram serializados. A partir de 1922, todas as armas Remington eram marcadas com um código de data de duas letras para o mês e ano de envio. A segunda variação reforçou as dobradiças e os números de série que começam com a letra "L", estes foram comercializados como o " Model 95". O terceiro e último modelo não tem o recesso lateral na junção dos canos e foi apelidado de "monoblock". Cerca de 500 "monoblock" foram feitos até 1935, com apenas mais dez unidades produzidas depois disso.

## Performance
De acordo com o livro "Cartridges of the World", o .41 Rimfire consistia em uma bala de chumbo de 130 grãos (8,42 gramas) impulsionada por 13 grãos (0,842 gramas) de pólvora negra em sua carga original de fábrica. O disparo produzia uma velocidade de saída do cano de 425 pés por segundo (130 m/s) e uma energia na boca do cano de 52 pés-libras de força (71 J). No entanto, mais recentemente, o escritor de armas de fogo Holt Bodinson contestou essas descobertas. Ele afirma que seu teste mostrou que a bala de 130 grãos atinge 685 pés por segundo (209 m/s), produzindo assim 111 pés-libras de força (150 J) de energia - uma diferença significativa na energia balística em relação aos testes anteriores. A diferença nas descobertas pode ser potencialmente atribuída a variações na munição específica disparada ou no equipamento de medição usado.

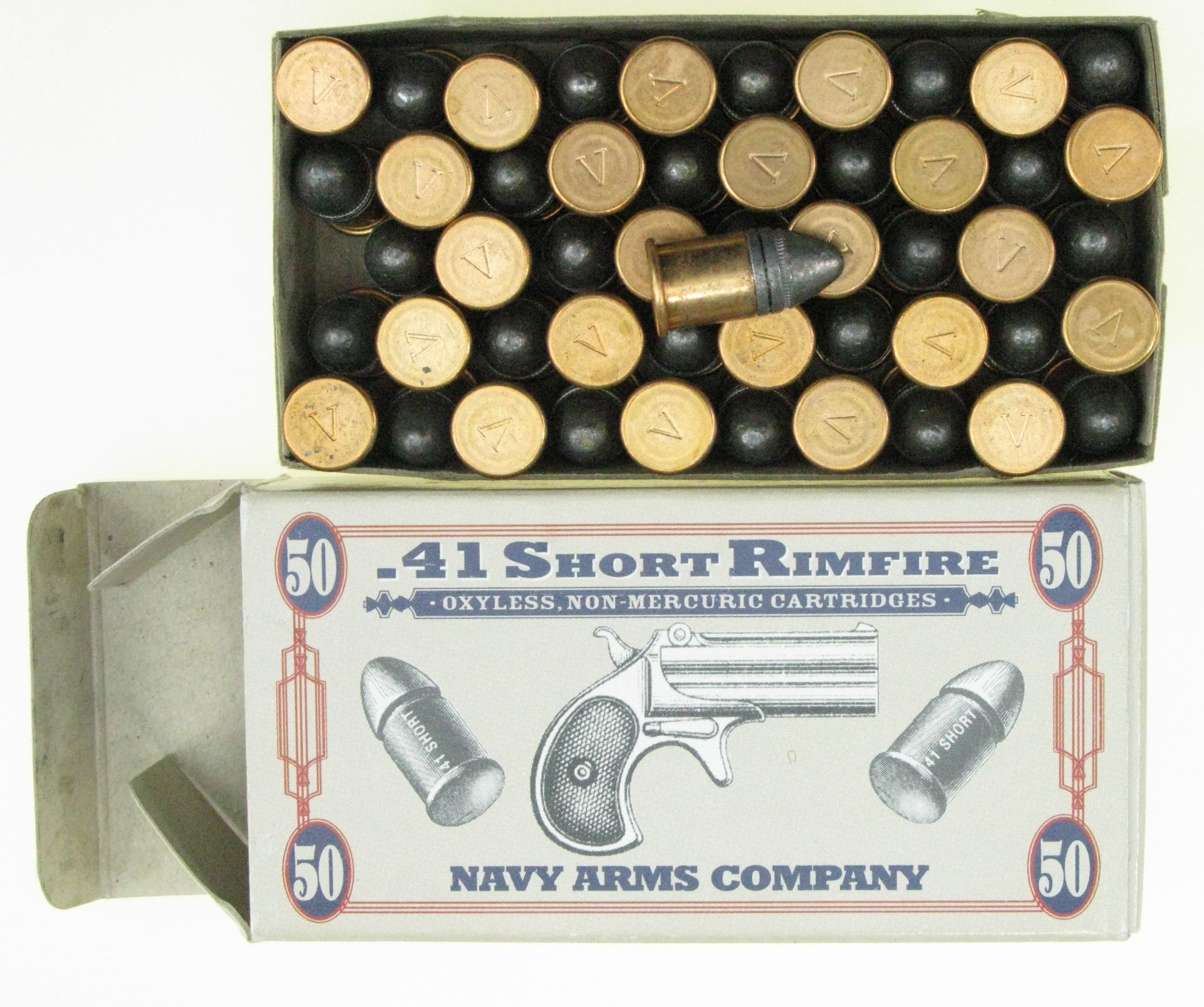
A munição padrão do Remington Model 95.

## Na cultura popular
Os derringers da Remington frequentemente desempenharam papéis críticos nas façanhas de James T. West, agente fictício do Serviço Secreto, na série de televisão americana "The Wild Wild West" (1965-1969). West carregava até três derringers: uma como uma arma de reserva de porte velado em seu coldre e no porte ostensivo o revólver de tamanho normal. Esta derringer era carregada no bolso do colete ou no bolso interno de sua jaqueta. Outra derringer era carregada como uma "sleeve gun" ("arma de manga") sob a manga direita de sua camisa, e a terceira era dividida em duas partes com o conjunto da câmara do cano escondido no calcanhar oco de uma bota e a armação escondida no calcanhar da outra.
No episódio "Judgment in Heaven" (S01E15; 1965, 22 de dezembro) da série "The Big Valley", Jarrod Barkley dá a Heath uma Double Derringer niquelada com cabo de madrepérola como presente de Natal.
Paladin, de "Have Gun – Will Travel" (1957 - 1963), mantinha um Remington Double Derringer atrás da fivela de seu cinturão.
J.B. Books, interpretado por John Wayne, em "The Shootist" (1976), carregava uma Double Derringer em seu alforge.
O coronel Douglas Mortimer, interpretado por Lee Van Cleef em "Per qualche dollaro in più" (1965), atirou e matou Juan Wild, também conhecido como The Hunchback interpretado por Klaus Kinski com um Remington Model 1866 durante um duelo.
No episódio "Simpsons Tall Tales", da série animada Os Simpsons os personagens Bart e Nelson são retratados como Tom Sawyer e Huckleberry Finn. Os dois começam uma briga de bar em um barco de jogo do rio Mississippi, no qual os clientes do bar disparam pistolas Derringer comicamente fracas. Todas as balas ricocheteiam em garrafas de vidro, canecas de cerveja de vidro, janelas de vidro e suas pretensas vítimas escapam ilesas.
No curta promocional "Expiration date" do "Team Fortress 2", a personagem Pauling é vista segurando um Remington Model 95 Derringer. É importante notar também que a pistola vista durante o curta de animação foi originalmente desenvolvida para ser usada pela "Spy class".
O "Changeling", um personagem do jogo "Pathologic", usa um Remington Double Derringer como sua arma característica.